# Marion Talley
Marion Talley (Nevada, Misuri, Estados Unidos; 20 de diciembre de 1906 - Beverly Hills, California, Estados Unidos; 3 de enero de 1983) fue una cantante soprano de ópera estadounidense.

## Biografía
Talley nació en Nevada, Missouri, fue hija de un operador de telégrafo para Missouri Pacific Railroad. Creció en Kansas City, Misuri después de que su padre fue trasladado allí cuando ella era una bebé. A temprana edad, tomaba clases de piano, violín y canto, cantaba en los coros de las iglesias y ganaba reputación entre los críticos y el público local. Estudió con Frank LaForge en Nueva York, y luego continuó sus estudios en Italia.
A la edad de quince años, apareció en una producción de 1922 de Kansas City Grand Opera Company de Mignon por Ambroise Thomas, y fue una sensación local. Su carrera se convirtió en una célebre causa para los ciudadanos de Kansas City, quienes asistieron a conciertos benéficos y contribuyeron con dinero para que ella estudiara en Nueva York, con el afamado maestro Frank LaForge y más tarde en Italia. También audicionó sin éxito para la Ópera Metropolitana en 1923.

## Carrera
El gerente general de la Ópera Metropolitana, Giulio Gatti-Casazza, contrató a Talley para la temporada 1925/26. El 17 de febrero de 1926, hizo su debut allí como "Gilda", la hija del personaje principal en Rigoletto de Giuseppe Verdi. A la edad de diecinueve años, ella era la prima donna más joven para cantar en el Metropolitan Opera en ese momento (Patrice Munsel actuaría allí a los dieciocho años en 1943). Su debut causó sensación en los medios, contrario a las esperanzas de Gatti-Casazza de que se mantuviera discreta. Una delegación de doscientos ciudadanos destacados de Kansas City, incluido el alcalde Albert I. Beach, llegaron en un tren especial. Los boletos estaban siendo revendidos a precios astronómicos. Se instaló un telégrafo detrás del escenario para que su padre pudiera enviar despachos a Associated Press. Su actuación provocó múltiples ovaciones de la multitud, pero los críticos fueron menos entusiastas. Pensaron que su debut prometedor, no estuvo a la altura de las expectativas causadas por el frenesí de los medios. 
Dos días más tarde debutó en la radio cantando Home! Sweet Home!. También apareció en los primeros cortometrajes exhibidos públicamente con la película sonora del sistema Vitaphone (Vitáfono), que se estrenó en Broadway el 6 de agosto, junto con la primera función de Vitaphone, se estrenó el largometraje, Don Juan protagonizado por John Barrymore. Los cortometrajes que precedieron al largometraje fueron una colección de actuaciones musicales con Talley junto con otros músicos clásicos y de ópera, incluyendo a Henry Hadley dirigiendo la Filarmónica de Nueva York, Mischa Elman, Josef Bonime, Efrem Zimbalist, Harold Bauer, Giovanni Martinelli y Anna, Case y el guitarrista hawaiano Roy Smeck. Talley interpretó Caro nome de Rigoletto. Las críticas negativas del estreno de Vitaphone se centraron principalmente en Talley, criticando su inexperiencia como intérprete y su falta de cualidades fotogénicas. En 1927 ella aparecería en otro cortometraje de Vitaphone, interpretando Bella figlia dell'amore, con el cuarteto de Rigoletto, junto con Jeanne Gordon, Beniamino Gigli y Giuseppe de Luca.
Talley pasó cuatro temporadas con la Ópera Metropolitana y apareció en solo siete producciones, para un total de ochenta y cuatro actuaciones. Sus papeles incluyeron la Reina de la Noche en La Flauta Mágica de Wolfgang Amadeus Mozart, el personaje principal en Lucia di Lammermoor de Gaetano Donizetti, y el personaje principal en Le Rossignol de Igor Stravinsky. Imprimió los primeros discos de la cantante Mary Lewis en 1926. Su contrato no fue renovado para la temporada de 1929.  

## Últimos años y matrimonios
Talley afirmó que se retiraría a una granja en Kansas, pero intentó resucitar su carrera de varias maneras. Realizó giras de conciertos y pasó un tiempo en la Ópera de Chicago. Desde 1936-1938 tenía su propio programa en Radio NBC. Fue patrocinado por Ry-Krisp y apareció en muchos de sus anuncios. Se mudó a Los Ángeles para seguir una carrera en el cine, pero actuó en una sola película, Follow Your Heart (1936), un musical de Republic Pictures. Pronto se retiró definitivamente del mundo del espectáculo. 
Talley estuvo casado dos veces. En 1932 se casó con el pianista alemán Michael Raucheisen, pero el matrimonio fue anulado después de unos meses. En 1935 se casó con el crítico musical Adolf Eckstrom. Ese matrimonio terminó con una larga batalla por la custodia de su hija Susan. Ambos matrimonios recibieron mucha publicidad en los medios.
La cancionista Marion Talley falleció el 3 de enero de 1983 a los 77 años por causas naturales en la localidad de Beverly Hills, California.

## Filmografía
- 1936: Follow Your Heart.

## Temas destacados[5]
- Gilda
- Comin' thro' the rye
- Lo, Here the Gentle Lark
- One Sweetly Solemn Thought
- La primavera d'or
- Les contes d'Hoffmann, Act I: The Doll's Song: Les oiseaux dans la charmille
- La capinera
- Siboney
- Whispering Hope
- L'eco, "Swiss Echo Song
- Mignon, Act II: Je suis titania
- Lucia di Lammermoor, Act I: Lucia, perdona … Verranno a te
- How Beautiful Upon The Mountains, Op. 41
- Rigoletto: Act III, "Un dì, se ben rammentomi...Bella figlia dell'amore"
- Rigoletto, Act III: Bella figlia dell'amore